# 14310 Shuttleworth
14310 Shuttleworth (1966 PP) là một tiểu hành tinh vành đai chính.